# Battlezone
Battlezone is een first-person shooter gevechtsspel ontworpen door Atari en initieel uitgegeven in 1980 voor arcade. De speler bestuurt een tank en moet vijandige tanks uitschakelen. Naast raketten en andere wapens heeft de tank van de gebruiker een radar om de vijand op te sporen.
Battlezone wordt beschouwd als het eerste first-person computerspel met een vector 3D-omgeving.